# Cogeoid
Als Cogeoid bezeichnet man in der Geodäsie die veränderte Form und Höhenlage des Geoids, wenn man rechnerisch eine Änderung der Massenverteilung vornimmt. Dies ist zum Beispiel immer der Fall, wenn man eine topografische Reduktion an gemessene Schwerewerte anbringt.
Erklärung: Denkt man sich bei einer Schweremessung in einem Tal die umgebenden Gesteinsmassen der Berghänge beseitigt, so steigt die Schwerkraft, weil die Wirkung der nach oben ziehenden Geländemassen entfällt. Auch das Schwerepotential nimmt zu, und damit verlagern sich alle Niveauflächen etwas nach oben.
Das Geoid wird zum Cogeoid der entsprechenden Massenverlagerung, also zum Cogeoid der topografischen Reduktion.
Analoges geschieht, wenn man geänderte Dichten annimmt oder eine Tiefenänderung der Grenzfläche Erdkruste-Erdmantel, der Mohorovičić-Diskontinuität. Sinngemäß könnte man hier vom Cogeoid der Moho-Änderung sprechen.